# Old Town (Edinburgh)
Old Town (skotsk Auld Toun) er navnet på den ældste del af Skotland hovedstad Edinburgh. Området har bevaret en stor del af det middelalderlige gadenet og mange bygninger fra reformationen. Sammen med New Town, som er opført i 1700- og 1800-tallet, er Old Town blev inkluderet på UNESCO's Verdensarvsliste.

## Sektioner
Royal Mile er Old Towns hovedfærdselsåre. Den løber fra Edinburgh Castle til både Holyrood Palace og ruinen Holyrood Abbey.
Derudover opdeles Old Town i følgende områder, navngivet fra vest mod øst:
- West Port, den gamle rute ud af Edinburgh mod vest
- Grassmarket, området mod sydvest
- Edinburgh Castle
- The Cowgate, den lavere liggende sydlige del af byen[2]
- Canongate, navnet dækker hele den østlige del
- Holyrood, området hvor Holyrood Palace og Holyrood Abbey ligger
- Croft-An-Righ, en gruppe bygninger nordøst for Holyrood